# The Firm (zespół muzyczny)
The Firm – angielska supergrupa rockowa, której skład tworzyli Paul Rodgers (były wokalista zespołów Free i Bad Company), Jimmy Page (były gitarzysta Led Zeppelin), Tony Franklin (basista) oraz Chris Slade (były perkusista zespołu Uriah Heep).

## Historia
Pierwotnie Page chciał mieć w zespole byłego perkusistę zespołu Yes – Billa Bruforda, oraz Pino Palladino grającego na basie bezprogowym, jednakże Bruford miał kontrakt z inną wytwórnią, a Palladino musiał grać na trasie z Paulem Youngiem.
Zarówno Page, jak i Rodgers nie chcieli grać materiału swoich poprzednich zespołów - zamiast tego wybrali utwory ze swoich własnych albumów solowych, a także nowe utwory, pełne bardziej przystępnych dźwięków oraz smętnych dźwięków, których klimat tworzyła głównie bezprogowa gitara basowa Franklina, której brzmienie stanowiło fundamenty utworów The Firm. Pomimo niechęci do grania starego materiału, ostatni utwór na albumie The Firm o nazwie Midnight Moonlight, był pierwotnie niewydanym utworem Led Zeppelin o nazwie The Swan Song. Jego nagranie sprawiło, że niektórzy krytycy doszli do wniosku, iż Page’owi zaczęło brakować nowych pomysłów. W rezultacie Page zaczął mówić w wywiadach, że zespół został założony z myślą o nagraniu nie więcej niż dwóch albumów. Po rozpadzie The Firm, Page i Rodgers wrócili do projektów solowych, natomiast Chris Slade dołączył do AC/DC, a Franklin do Blue Murder.
Płyty The Firm sprzedawały się umiarkowanie, natomiast trasy koncertowe zespołu często były w całości wyprzedawane. 

## Skład
- Paul Rodgers – wokal, gitara rytmiczna, gitara akustyczna
- Jimmy Page – gitary solowe i rytmiczne, gitara akustyczna
- Tony Franklin – gitara basowa, instrumenty klawiszowe, syntezator
- Chris Slade – perkusja, instrumenty perkusyjne, dodatkowy śpiew

## Oficjalne trasy koncertowe
- Europa (29 listopada 1984 – 9 grudnia 1984)
- USA (28 lutego 1985 – 11 maja 1985)
- Wielka Brytania (18 maja 1985 – 22 maja 1985)
- USA (14 marca 1986 – 28 maja 1986)

## Dyskografia

### Albumy
- The Firm (1985) #17 US, #15 UK
- Mean Business (1986) #22 US, #46 UK

### Single
- "Radioactive" (1985) #28 US
- "Satisfaction Guaranteed" (1985) #73 US
- "All The King's Horses" (1986) #61 US
- "Live In Peace" (1986)

## Wideografia
- The Firm Live at Hammersmith 1984 (1984) (film limitowany)
- Five From the Firm (1986)